# Champagne-sur-Oise
Champagne-sur-Oise je francouzská obec v departementu Val-d'Oise v regionu Île-de-France. V roce 2014 zde žilo 4 821 obyvatel.

## Poloha obce
Obec leží u hranic departementu Val-d'Oise s departementem Oise, tedy i u hranic regionu Île-de-France s regionem Hauts-de-France. Jižní hranici obce tvoří řeka Oise. Sousední obce jsou: Hédouville, Chambly (Oise), L'Isle-Adam, Mours, Parmain, Persan a Ronquerolles.

## Vývoj počtu obyvatel
Počet obyvatel